# Chaetocalyx brasiliensis
Chaetocalyx brasiliensis är en ärtväxtart som först beskrevs av Julius Rudolph Theodor Vogel, och fick sitt nu gällande namn av George Bentham. Chaetocalyx brasiliensis ingår i släktet Chaetocalyx och familjen ärtväxter. Inga underarter finns listade i Catalogue of Life.